# Beyond Myself!
『Beyond Myself!』（ビヨンドマイセルフ!）は、田所あずさの1枚目のオリジナルアルバム。2014年7月30日にLantisから発売された。

## 概要
第36回ホリプロタレントスカウトキャラバン〜次世代声優アーティストオーディション〜にてグランプリに選出された田所のデビューアルバム。アルバムタイトルは、2014年12月で大阪、東京で開催された「田所あずさワンマンライブ2014－Beyond Myself!－」にも使用されている。

## 収録曲
1. Hello My Revolution
作詞：rino、作曲：俊龍、編曲：岩橋星実（Elements Garden）
本作のリード曲。AメロとBメロが不安な感情、サビがその感情を励まして進んでいく、という構成になっており、田所自身の自己紹介のような曲[2]。PVが制作されており、Youtube及びニコニコ動画でショートバージョンが公開されている。PVは、「ネガティブな田所」と「それを励ます田所」の2人から「ステージに立つ田所」が出来ている、という構成になっている[3]。
2. Wonderful Dreamer
作詞：rino、作曲：俊龍、編曲：鈴木マサキ
「GirlsNews〜声優」OPテーマ。
3. Brilliant Sensation
作詞：rino、作曲・編曲：太田雅友
4. Beautiful Wind
作詞：rino、作曲・編曲：岩橋星実（Elements Garden）
5. いいことありそう。
作詞・作曲：rino、編曲：戸田章世
6. 愛しさの存在
作詞：rino、作曲：俊龍、編曲：須藤賢一
ゲーム「RE:VICE[D]」エンディング主題歌。
7. ヒカリになって
作詞：rino、作曲：yozuca*、編曲：lotta、須藤賢一
田所が歌手活動を開始した際の最初のオリジナル楽曲。楽曲名は1stライブの際にも使われている。
8. キセキ
作詞：yozuca*、作曲：俊龍、編曲：鈴木マサキ
ゲーム「星霜のアマゾネス」の主題歌。田所にとって最初のタイアップソング[3]。
9. スキミ→♥
作詞：yozuca*、作曲：太田雅友、編曲：EFFY
10. あおぞら
作詞：yozuca*、作曲：黒須克彦、編曲：黒須克彦、ブラスアレンジ：やしきん
11. ツボミノコエ
作詞：yozuca*、作曲：rino、編曲：須藤賢一
田所が20歳の誕生日を迎えた際にプレゼントされたオリジナル楽曲。楽曲名は2ndライブの際にも使われている。
12. チュルリルラ♪ 〜未来バスに乗って〜
作詞：yozuca*、作曲：俊龍、編曲：菊谷知樹